# Магнітосферний об'єкт, що вічно колапсує
Магнітосферний об'єкт, що вічно колапсує (англ. Magnetospheric eternally collapsing object, MECO) — це альтернативна модель чорної діри, запропонована 2003 року Даррилом Лейтером та Стенлі Робертсоном як варіант об'єкту, що вічно колапсує (англ. eternally collapsing object, ECO), запропонованого Абхасом Мітрою 1998 року. Пропонована видима відмінність між MECO та чорною дірою в тому, що MECO може створювати власне магнітне поле. Незаряджена чорна діра не може створити власне магнітне поле, хоча її акреційний диск може.

## Теоретична модель
У теоретичній моделі MECO починає утворюватись схоже на утворення чорної діри, коли велика кількість матерії колапсує всередину до єдиної точки. Однак коли він стає меншим та щільнішим, MECO не формує горизонт подій.
По мірі того, як речовина стає щільнішою і гарячішою, вона світиться більш яскраво; врешті-решт її внутрішня частина наближається до межі Еддінгтона. В цей момент внутрішній світловий тиск стає достатнім для уповільнення колапсу всередину майже до повної зупинки.
Оскільки колапс все уповільнюється і уповільнюється, сингулярність може утворитись лише у нескінченному майбутньому. На відміну від чорної діри, MECO ніколи повністю не колапсує; натомість, відповідно до моделі, вона уповільнюється і переходить до вічного колапсу.

### Вічний колапс
Мітра запропонував теорію вічного колапсу у праці, надрукованій у «Journal of Mathematical Physics», в якій припустив, що так звані чорні діри є об'єктами, що вічно колапсують а чорні дір Шварцшильда мають гравітаційну масу M = 0. На його думку, всі пропоновані чорні діри насправді є квазі-чорними дірами, а не точними чорними дірами, тому що під час гравітаційного колапсу в чорну діру для формування точної математичної чорної діри повинно відбутись випромінення на зовні всієї маси-енергії та кутового моменту об'єкту, що вічно колапсує. Але Мітра у своїх математичних формулах доводить, що оскільки утворення математичної чорної діри з нульовою масою потребує нескінченного власного часу, гравітаційний колапс, що продовжується, стає вічним, а спостережувані кандидати у чорні діри натомість мають бути об'єктами, що вічно колапсують (ECO). В частині фізичної реалізації цих формул він доводив, що у надзвичайно релятивістському режимі колапс, який продовжується, повинен майже зупинитись за рахунок світлового тиску на межі Еддінгтона.

## Докази спостереженнями
Астроном Рудольф Шильд з Гарвард-Смітсонівського центру астрофізики у 2006 році стверджував, що знайшов докази, які відповідали власному магнітному полю від кандидата у чорну діру, у квазарі Q0957+561. Але Крис Рейнольдс з Університету Меріленду критикував інтерпретацію цих доказів на користь MECO, натомість запропонувавши пояснення, що видима діра у диску може бути заповнена дуже гарячим, розрідженим газом, який не буде сильно випромінювати і який буде складно побачити. Ляйтер, в свою чергу, піддав критиці життєздатність інтерпретації Рейнольдса.

## Сприйняття моделі MECO
Докази Мітри, що чорні діри не можуть утворюватись, засновано частково на доводі, що для формування чорної діри, речовина, що колапсує, повинна рухатись швидше за швидкість світла відносно нерухомого спостерігача. У 2002 році Паоло Кроуфорд та Ісмаел Терено навели це як приклад «хибної та поширеної думки» та пояснили, що для того, щоб система відліку була чинною, спостерігач повинен рухатись вздовж схожої на часову світової лінії. На чи всередині горизонту подій чорної діри такий спостерігач не може лишатись нерухомим; всіх спостерігачів затягує у чорну діру. У відповідь Мітра зазначив, що він довів те, що світова лінія частинки, яка падає всередину (на чорну діру), на горизонті подій буде ставати схожою на світлову, незалежну від визначення «швидкості».